# Myotis cobanensis
Myotis cobanensis är en fladdermusart som beskrevs av Candice M. Goodwin 1955. Myotis cobanensis ingår i släktet Myotis och familjen läderlappar. IUCN kategoriserar arten globalt som otillräckligt studerad. Inga underarter finns listade i Catalogue of Life.
Denna fladdermus är bara känd från en mindre region i nordvästra Guatemala. Den hittades där vid 1305 meter över havet i Cobáns domkyrka. Inget är känt om levnadssättet.
Arten liknar främst Myotis velifer och har lite mörkare päls. En individ hade en kroppslängd (huvud och bål) av 35 mm, en svanslängd av 36 mm, 41 mm långa underarmar, 9 mm långa bakfötter och 13 mm stora öron. Vid kanten av svansflyghuden finns några ljusa hår.